# Mühlberg (Turíngia)
Mühlberg é uma vila e antigo município da Alemanha localizado no distrito de Gota, estado da Turíngia. Mühlberg foi a sede do verwaltungsgemeinschaft de Drei Gleichen. Desde 1 de janeiro de 2009 é parte do município de Drei Gleichen.

## Demografia
Evolução da população (em 31 de dezembro):
| - 1994 - 1.270 - 1995 - 1.273 - 1996 - 1.272 - 1997 - 1.291 | - 1998 - 1.302 - 1999 - 1.330 - 2000 - 1.341 - 2001 - 1.341 | - 2002 - 1.341 - 2003 - 1.319 - 2004 - 1.336 - 2005 - 1.328 |

Fonte: Thüringer Landesamt für Statistik